# 美国石油学会
美国石油学会（英語：American Petroleum Institute，縮寫：API），是美国唯一的石油行业协会，涉及美国石油和天然气行业的各个领域。现有400多美国国内企业会员，其为石油天然气工业所有企业追求优先公用的方针目标和为该行业整体效益提供了标准化。

## 生平
美国石油学会起源于第一次世界大战，美国国会以及国内石油和天然气开采行业一道，确保军队快速，有效的解决燃料供应问题。国家石油战争事务委员会负责监督这项工作，战争结束后，美国石油学会于1919年3月20号成立，办公地址设在纽约。API最初的工作包括与美国财政部和国会委员会合作建立一套合理和易于管理的有序方式，以提高石油资产税收。到30年代，这些努力扩展到政府工作中。美国联邦和州政府的公路道路建设资金的燃料税以及业界支持制定更严厉的打击逃税的法律，最终导致API成为美国石油和天然气开采业全国性行业协会。1969年底，API将办公地址迁至华盛顿。2007年11月，API在北京设立代表处。

## 职能
API的标准委员会是由小组委员会和行业专家工作组组成，新的标准必须是合理的有效的商业和安全的需要。标准编写小组委员会和工作组是开放的代表团体,其中包括石油和天然气公司，制造商和供应商，承建商及顾问公司，并代表政府机构和学术界。由此确定，然后制定，批准，修改API标准和其他技术出版物。
API下设多个专业委员会：
- 标准化执行委员会
- 钻井和操作执行委员会
- 安全和防火委员会
- 计量委员会
- 石油工业数据交换

## 作用
1920年，API开始发行每周原油生产统计报告 ，后来扩大包括原油和产品库存，炼油厂的运行和其他数据。到今天API的统计数据仍然是行业数据最可靠的来源，并且包括政府和新闻界以及全世界都在广泛使用。
API是美国国家标准学会(ANSI)认可的标准制定组织。自1924年第一次出版石油和天然气工业用设备的第一份标准，迄今为止，超过500份的API标准和建议在美国石油和天然气行业安全的推广使用，其定制协调的石油和天然气开采行业设备的安全、可靠和互换性的标准化工作非常成熟和健全。API是世界著名的行业协会组织，在美国国内及世界都享有很高的声望，它是美国商业部和美国贸易委员会承认的石油机械认证机构。它所制定API标准在石油、天然气化工和采油机械技术标准被许多国家采用，具有API认证标志的产品被广泛认为是质量可靠而具有先进水平享有很高的信誉。

## 認證
車用機油：
- API SJ/SL/SM/SN/SN PLUS/SP
- ILSAC GF-5/GF-6A/GF-6B
- Resource Conserving
- API CH-4/CI-4/CJ-4/CK-4
- API FA-4

## 扩展阅读
- 美国石油学会下属的博物馆 （页面存档备份，存于）
- 美国石油学会 （页面存档备份，存于）

1. ↑  . www.api.org.   [2020-05-01]. （原始内容存档于2021-04-28） （英语）.